# Kénan
Pour les articles homonymes, voir Kenan.
Kénan (en hébreu קֵינָן parfois orthographié Qénân) est un personnage du livre de la Genèse (Gn. 5:9-14). Il meurt à 910 ans. Il est classé parmi les patriarches.
Selon la Genèse, il est le fils de Énosh. Selon le livre des Jubilés, sa mère s'appelle Noam et sa femme Mualeleth. Il est cité dans le Nouveau Testament (Luc 3:37) comme faisant partie de la généalogie de Jésus. Son fils est Mahalalel.